# Sarah Webb
Sarah Kathleen Webb Gosling (Ashford, 13 gennaio 1977) è una velista britannica.
Ha vinto due medaglie olimpiche nella vela, entrambe d'oro. In particolare ha vinto la medaglia d'oro alle Olimpiadi 2004 svoltesi ad Atene nella classe Yngling e la medaglia d'oro anche alle Olimpiadi di Pechino 2008 anche in quest'occasione nella classe Yngling.
Ha vinto due medaglie d'oro a livello mondiale (2007 e 2008) e una medaglia d'oro europea (2008), tutte nello Yngling.